# 三寶太監西洋記
《三寶太監西洋記》，又稱《三寶太監西洋記通俗演義》、《三寶開港西洋記》、《西洋記》，由明代小說家羅懋登編纂，約成書於明萬曆二十五年（1597年），是一部明代通俗「演義小說」，全書共二十卷，一百回。內容上則是作者依據歷史記載、傳聞和雜記中有關西洋諸國的記述，再經過充分想象、誇張、鋪陳，創造出來的一部虛構「神魔小說」。

## 《內容概述》
《三寶太監西洋記》講述宦官鄭和（小名：三宝）、金碧峰等人，行船出使西洋撫夷取寶的過程。
- 第一回～第十四回：描述碧峰長老的來歷及其轉世詳情。金碧峰長老為燃燈古佛化身，歷經多年修煉成斬妖除魔的本領，並擁有四件奇寶，能夠拆天補地、推山塞海、呼神喚鬼、預見吉凶禍福，是位大慈大悲普度眾生的活佛。受永樂皇帝推崇，封為大明國師。

- 第十五回～第九十九回：描述三寶（鄭和）和大明國師一起下西洋去撫夷取寶，並通使三十餘國後回航的歷程。其間穿插許多神魔故事和奇聞異事，並歌詠永樂皇帝為上天玄武真君轉世，不但擁有權威、神威，也得到一切神仙、道士、高僧的相助。文中把西洋各國一律稱為蕃夷，主張蕃夷向大明帝國進貢納降乃是天命。

- 第一百回：三寶回朝後受封獎賞。[4][5][6]

## 目錄
- 第一回 盂蘭盆佛爺揭諦　補陀山菩薩會神
- 第二回 補陀山龍王獻寶　湧金門古佛投胎
- 第三回 現化金員外之家　投托古淨慈之寺
- 第四回 先削髮欲除煩惱　後留鬚以表丈夫
- 第五回 摩訶薩先自歸宗　迦摩阿後來復命
- 第六回 碧峰會眾生證果　武夷山佛祖降魔
- 第七回 九環錫杖施威能　四路妖精皆掃盡
- 第八回 大明國太平天子　薄海外遐邇率賓
- 第九回 張天師金階面主　茅真君玉璽進朝
- 第十回 張天師興道滅僧　金碧峰南來救難
- 第十一回 白城隍執掌溧水　張天師怒髮碧峰
- 第十二回 張天師單展家門　金碧峰兩班賭勝
- 第十三回 張天師壇依金殿　金碧峰水淹天門
- 第十四回 張天師倒埋碧峰　金碧峰先朝萬歲
- 第十五回 碧峰圖西洋各國　朝廷選掛印將軍
- 第十六回 兵部官選將練師　教場中招軍買馬
- 第十七回 寶船廠魯班助力　鐵錨廠真人施能
- 第十八回 金鑾殿大宴百官　三汊河親排鑾駕
- 第十九回 白鱔精鬧紅江口　白龍精吵白龍江
- 第二十回 李海遭風遇猴精　三寶設壇祭海瀆
- 第二十一回 軟水洋換將硬水　吸鐵嶺借下天兵
- 第二十二回 天妃宮夜助天燈　張西塘先排陣勢
- 第二十三回 小王良單戰番將　姜老星九口飛刀
- 第二十四回 唐狀元射殺老星　姜金定囤淹四將
- 第二十五回 張天師計擒金定　姜金定水囤逃生
- 第二十六回 姜金定請下仙師　羊角仙計安前部
- 第二十七回 二指揮雙敵行者　張天師三戰大仙
- 第二十八回 長老誤中吸魂瓶　破瓶走透金長老
- 第二十九回 長老私行羊角洞　長老直上東天門
- 第三十回 羊角大仙歸天曹　羊角大仙錦囊計
- 第三十一回 姜金定三施妙計　張天師淨掃妖兵
- 第三十二回 金蓮寶象國服降　賓童龍國王納款
- 第三十三回 寶船經過羅斛國　寶船計破謝文彬
- 第三十四回 爪哇國負固不賓　咬海乾恃強出陣
- 第三十五回 大將軍連聲三捷　咬海乾連敗而逃
- 第三十六回 咬海乾鄰國借兵　王神姑途中相遇
- 第三十七回 王神姑生擒護衛　張狼牙馘斬神姑
- 第三十八回 張天師活捉神姑　王神姑七十二變
- 第三十九回 張天師連迷妖術　王神姑誤掛數珠
- 第四十回 金碧峰輕恕神姑　王神姑求援火母
- 第四十一回 天師連陣勝火母　火母用計借火龍
- 第四十二回 金碧峰神運缽盂　金缽盂困住火母
- 第四十三回 火母求驪山老母　老母求太華陳摶
- 第四十四回 老母求國師講和　元帥用奇計取勝
- 第四十五回 元帥重治爪哇國　元帥厚遇灃淋王
- 第四十六回 元帥親進女兒國　南軍誤飲子母水
- 第四十七回 馬太監征頂陽洞　唐狀元配黃鳳仙
- 第四十八回 天師擒住王蓮英　女王差下長公主
- 第四十九回 天師大戰女宮主　國師親見觀世音
- 第五十回 女兒國力盡投降　滿剌伽誠心接待
- 第五十一回 張先鋒計擒蘇幹　蘇門答首服南兵
- 第五十二回 先鋒出陣掉了魂　王明取得隱身草
- 第五十三回 王明計進番總府　王明計取番天書
- 第五十四回 王明砍番陣總兵　天師戰金毛道長
- 第五十五回 金碧峰勸化道長　金碧峰遍查天宮
- 第五十六回 護法神奶兒揚威　和合二仙童發聖
- 第五十七回 金碧峰轉南京城　張三峰見萬歲爺
- 第五十八回 國師收金毛道長　國師度碧水神魚
- 第五十九回 國師收服撒發國　元帥兵執錫蘭王
- 第六十回 兵過溜山大葛蘭　兵過柯枝小葛蘭
- 第六十一回 王明致書古俚王　古俚王賓服元帥
- 第六十二回 大明兵進金眼國　陳堂三戰西海蛟
- 第六十三回 金天雷殺西海蛟　三太子燒大明船
- 第六十四回 王良鞭打三太子　水寨生擒哈秘赤
- 第六十五回 三太子帶箭回營　唐狀元單槍出陣
- 第六十六回 三太子舉刀自刎　哈里虎溺水身亡
- 第六十七回 金眼王敦請三仙　三大仙各顯仙術
- 第六十八回 元帥收服金眼國　元帥兵阻紅羅山
- 第六十九回 黃鳳仙扮觀世音　黃鳳仙戰三大仙
- 第七十回 鳳仙斬金角大仙　國師點大仙本相
- 第七十一回 國師收銀角大仙　天師擒鹿皮大仙
- 第七十二回 吸葛剌富而有禮　木骨都險而難服
- 第七十三回 佗羅尊者先試法　碧峰長老慢逞能
- 第七十四回 佗羅尊者求師父　鐃鈸長老下雲山
- 第七十五回 番禪師飛鈸取頭　唐狀元中箭取和
- 第七十六回 關元帥禪師敘舊　金碧峰禪師鬥變
- 第七十七回 王尚書計收禪師　木骨國拜進降表
- 第七十八回 寶船經過剌撒國　寶船經過祖法國
- 第七十九回 寶船經過忽魯謨　寶船兵阻銀眼國
- 第八十回 番王寵任百里雁　王爺計擒百里雁
- 第八十一回 百夫人為夫報仇　王克新計取鈴索
- 第八十二回 百夫人墮地身死　引仙師念舊來援
- 第八十三回 王克新兩番鐵笛　地裡鬼八拜王明
- 第八十四回 引蟾仙師露本相　阿丹小國抗天兵
- 第八十五回 黃鳳仙賣弄仙術　阿丹國貢獻方物
- 第八十六回 天方國極樂天堂　禮拜寺偏多古蹟
- 第八十七回 寶船撞進酆都國　王明遇著前生妻
- 第八十八回 崔判官引導王明　王克新遍遊地府
- 第八十九回 一班鬼訴冤取命　崔判官秉筆無私
- 第九十回 靈曜府五鬼鬧判　靈曜府五官鬧判
- 第九十一回 閻羅王寄書國師　閻羅王相贈五將
- 第九十二回 國師勘透閻羅書　國師超度魍魎鬼
- 第九十三回 寶賚船離酆都國　太白星進夜明珠
- 第九十四回 碧水魚救劉谷賢　鳳凰蛋放撒發國
- 第九十五回 五鼠精光前迎接　五個字度化五精
- 第九十六回 摩伽魚王大張口　天師飛劍斬摩伽
- 第九十七回 李海訴說夜明珠　白鱔王要求祭祀
- 第九十八回 水族各神聖來參　宗家三兄弟發聖
- 第九十九回 元帥鞠躬復朝命　元帥獻上各寶貝
- 第一〇〇回 奉聖旨頒賞各官　奉聖旨建立祠廟